# Суддя (баскетбол)

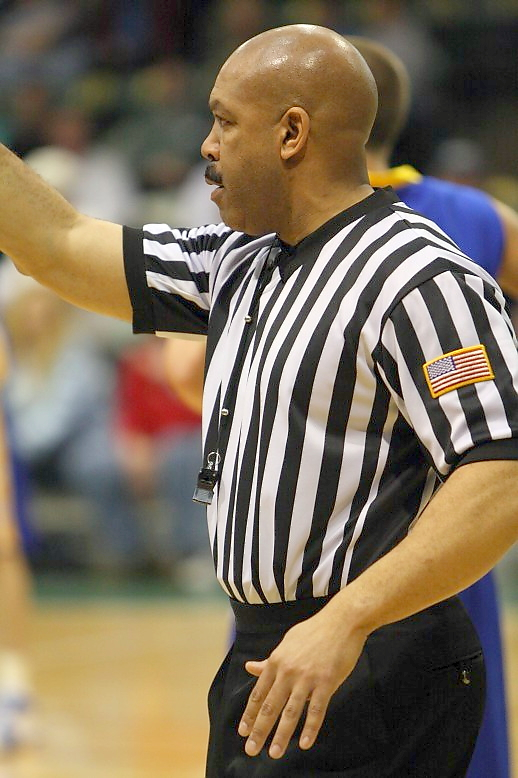
Суддя зупиняє гру через порушення правил

В баскетболі, суддя — персона на яку покладена відповідальність за дотримання правил і підтримка порядку в грі. Баскетбол вважається однією з найскладніших спортивних ігор в плані суддівства, через швидкість гри і  необхідності прийняття миттєвих рішень.
Суддів також часто називають рефері, однак головний суддя лише один і його так не кличуть, тому таке визначення частіше використовуються до складу його бригади, яка складається з 2-х чоловік. Згідно з правилами ФІБА дозволяється бригада з двох суддів - рефері і додаткового, або з трьох - рефері і двох додаткових. При цьому, обидва класи судів мають рівні права в вирішенні майже всіх аспектів гри. В більшості випадках, головний суддя (в ФІБА рефері) починає матч з підкидання м'яча в центрі майданчика, хоча в інших лігах нещодавно самі рефері визначають хто з них розпочне гру.

## Спорядження
В американських школах і коледжах, судді в основному одягають смугасту сорочку з білими і чорними смугами (як на фото), чорні штани і взуття. Деякі школи дозволяють одягати сірі сорочки в чорну смугу. В НБА судді одягають сірі сорочки з чорними штанами і взуттям. В ФІБА судді одягають подібно до НБА. В УЛЕБ, Євролізі та Єврокубоку — судді одягаю помаранчеві суддівські сорочки. В баскетбольній лізі Ізраїлю судді одягають стандартні для Євроліги помаранчеві сорочки, але в деяких випадках, можуть одягати сині сорочки в матчах всередині ліги.
У судді є свисток, за допомогою якого він може зупинити гру в разі порушення правил на майданчику. В усіх випадках суддівства, сигнали руками показують природу порушення або використовуються для керування гри.
На більш високих рівнях професійної гри в баскетбол, всі судді мають при собі годинникові прилади на лінії поясу, які називаються PTS (Precision Timing System). Пристрій використовуються суддям для старту і зупинки ігрового годинника, що є краще ніж очікування виконання цих дій з боку оператора щита очок (Хранителя часу).

## Розташування та обов'язки

Зображення демонструє розташування баскетбольних суддів в схемі з трьома рефері. Головний суддя (L), як правило, за базовою лінією. Додатковий суддя (T) займає позицію трохи далі від лінії трьох-очкового. Центральний суддя (C) стоїть поблизу лінії штрафних кидків.

Судді повинні бути впевнені, що гра проходить плавно, а це покладає на них різного виду обов'язки: від спостереження за грою гравців до управління грою. На них також покладений обов'язок нагляду за гравцями, яких вони судять і догляду за станом майданчика та його обладнання, яке повинне знаходитися в безпечному і дієздатному стані. Якщо виникають питання пов'язані з безпекою гри, тоді це робота суддів вирішувати такі проблеми. Часто рішення суддів можуть змінити хід гри, так як їх дії можуть вплинути на розвиток гри.

## Складнощі
Баскетбол вважається однією з найскладніших спортивних ігор в плані суддівства. В основному, баскетбольні судді мають лише невеликий проміжок часу для прийняття рішення. Особливо важкими для суддівства є порушення правил в ситуації атакуючого/блокуючого, коли важко визначити хто є винним.
Незважаючи на помилкову думку, що баскетбол є безконтактним видом спорту, судді часто залишають велику кількість несуттєвих або випадкових контактів без уваги. Суддя завжди повинен спостерігати і контролювати події не тільки ті, які відбуваються навколо м'яча, але і ті, які відбуваються на всьому майданчику, що додає роботи рефері.
Ще більш ускладнюють роботу суддів глядачі. На відміну від футболу чи бейсболу, глядачі розташовані дуже близько до ігрового майданчика, так як і тренери з запасними гравцями. Для боротьби з ними, судді використовують право видалення уболівальників з арени.

## Обов'язки

### Порушення
Коли відбувається порушення - гра відразу зупиняється. До порушень відносяться: пробіжка, подвійне ведення, вихід за лінію з м'ячем і інші види порушень. Суддя в такому випадку повинен використати свисток і негайно зупинити час, віддавши право володіння м'ячем протилежній команді.   

### Фоли
Фоли зазвичай фіксуються, коли гравець фізично перешкоджає діям гравця протилежної команди. Приклади фолів включають в себе: блокування, тримання рук суперника, незаконне використання рук і штовхання - є одними з найбільш часто зафіксованих. Гравець може легально заволодіти підбиранням перед супротивником, якщо вій його фізично не відтісняв. Справедливим є фіксування фолу в цій ситуації, як правило, якщо поштовхи заважають іншим гравцям заволодіти підбиранням.
Якщо з якоїсь причини гравець або член команди (або в рідкісних випадках глядач) поводиться непристойно, судді застосовують технічний фол або неспортивний фол проти цієї людини. Якщо гравець або член команди показує подальше неадекватну поведінку, судді можуть використати право видалення цієї особи з арени. Це все додає стресового навантаження в роботі судді; такий тип фолу часто заряджають гравців і глядачів, що часто призводить до грубої гри, яка в свою чергу призводить до більшої кількості технічних фолів і/або видалення з арени. Тренери, особливо на більш високих рівнях баскетбольної гри, іноді навмисно поводяться неналежним чином, щоб отримати технічний фол, з метою "розпалювання" гравців і глядачів.